# Понькіно (Новосибірська область)
Понькіно (рос. Понькино) — присілок у Киштовському районі Новосибірської області Російської Федерації.
Входить до складу муніципального утворення Кулябінська сільрада. Населення становить 38 осіб (2010).

## Історія
Згідно із законом від 2 червня 2004 року органом місцевого самоврядування є Кулябінська сільрада.

## Населення
| 2002 | 2007 | 2010 |
| ---- | ---- | ---- |
| 95   | ↘66  | ↘38  |